# Bulgarie ottomane
 (janvier 2018).
 (janvier 2019).
Si vous disposez d'ouvrages ou d'articles de référence ou si vous connaissez des sites web de qualité traitant du thème abordé ici, merci de compléter l'article en donnant les références utiles à sa vérifiabilité et en les liant à la section « Notes et références ».
La Bulgarie ottomane est la période de l'histoire de la Bulgarie marquée par la domination ottomane. Cette période s'étend de la conquête du deuxième État bulgare en 1396 jusqu'à la guerre russo-turque de 1877-1878. Les Turcs ottomans colonisent le pays jusqu’à la guerre balkanique ou la Bulgarie obtient son indépendance.

## La conquête et le joug ottoman

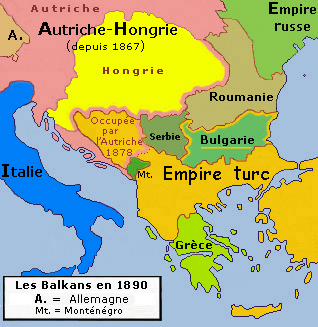
Les Balkans en 1890.

Comme dans le reste des Balkans, la Bulgarie subit une longue et douloureuse période d'occupation pendant laquelle les libertés furent le plus souvent bafouées alors que les populations subissaient le joug de l’occupant turque. Pour les Bulgares, cette période est certainement la plus sombre de leur histoire.
Incapables de résister aux turcs de l'Empire ottoman, les cinq royaumes slavo-bulgares tombent les uns après les autres aux mains des Ottomans. Derniers à tomber, Tarnovo est conquise en 1393, Vidin en 1396 et la Dobrogée (en bulgare Dobroudja) en 1421. La position géographique de la Bulgarie, l'importance relative de sa population ainsi que le peu d'intérêt que lui portaient les puissances occidentales en ont fait une province de l'Empire ottoman pendant près de cinq siècles, de 1396 à 1878. La Bulgarie, annexée à l'Empire ottoman, n'est alors qu'une province administrée par les sultans de Constantinople sous la tutelle religieuse du Patriarcat de Constantinople. Le pays perd son indépendance mais aussi son nom et sa capitale : les Ottomans n'emploient que le mot Roumélie (en turc Rumeli qui signifie « pays des Romains »). Un système féodal strict y fut établi, afin de contrôler de près cette région proche de Constantinople et donc stratégiquement essentielle. Mosquées et minarets se multiplient au fil de la colonisation ottomane et de l'islamisation d'une partie des Slaves (Pomaques). Sur les côtes, les Grecs demeurent à Nessebar, Obzor et Varna.

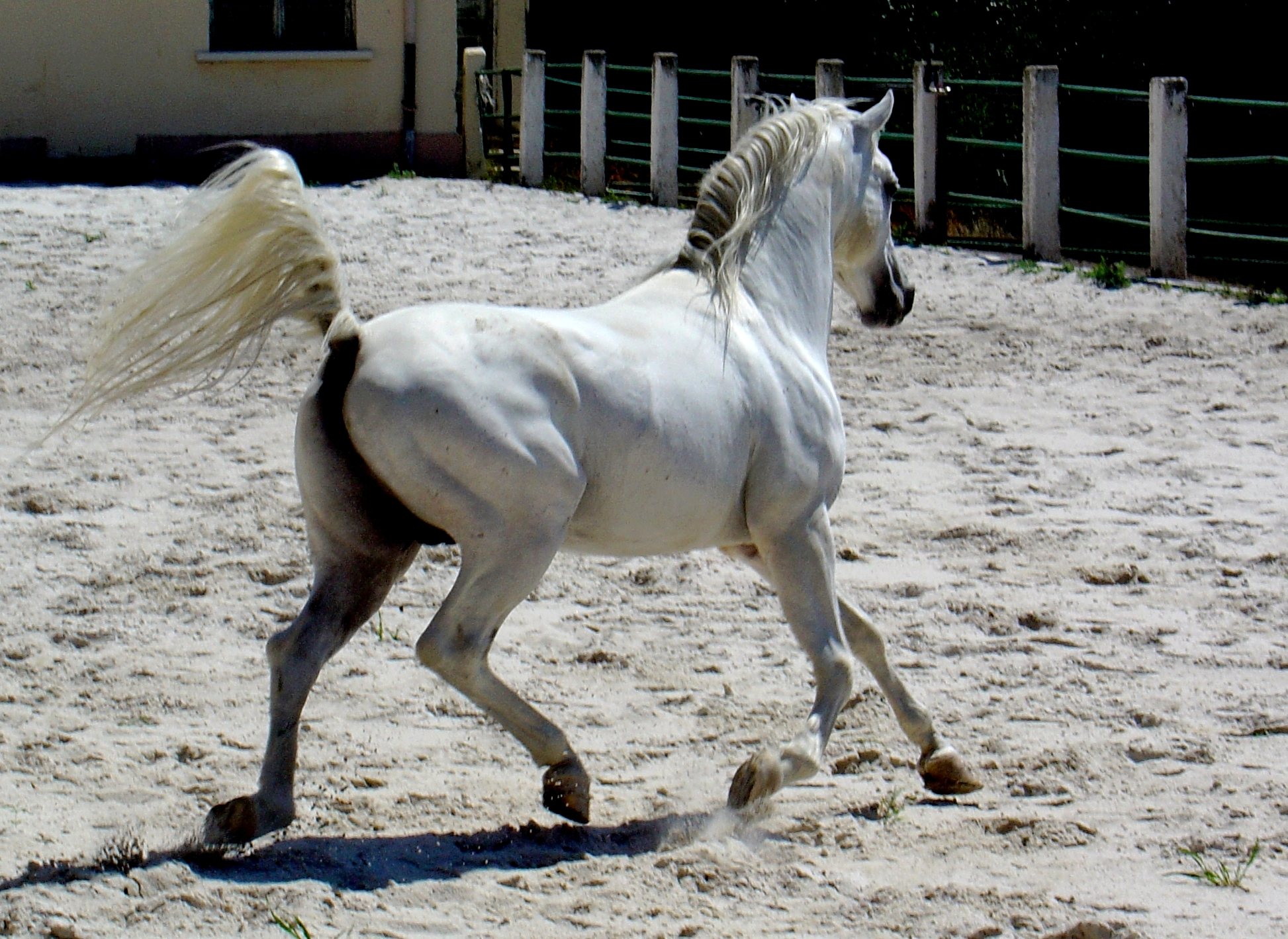
Pur sang arabe du haras Kabyuks près de Choumen. Créé par les Ottomans pour les besoins de l'armée, cet élevage fournissait 1300 chevaux par an.

De nombreuses églises sont rasées ou transformées en mosquées, et c'est autour de la religion chrétienne, dans les montagnes, que la résistance s'organisa, le plus souvent grâce aux monastères qui vivaient repliés sur eux-mêmes pour éviter les représailles, mais qui entretenaient le culte de la nation bulgare. La période ottomane permit aussi l'accès à l'indépendance de l'Église Bulgare. Échappant à la tutelle du Patriarcat œcuménique de Constantinople, dominé par les Grecs, les religieux orthodoxes bulgares ont instauré l'exarchat Bulgare en 1870 avec le consentement de la Sublime Porte et sous les pressions russes. Le siège de l'exarchat demeura à Constantinople jusqu'en 1913 dans le quartier de Şişli.

« Le Pays que les Bulgares habitent serait un jardin délicieux si l'oppression aveugle et stupide de l'administration turque les laissait cultiver avec un peu plus de sécurité : ils ont la passion de la terre. Ils méprisent et haïssent les Turcs ; ils sont complétement mûrs pour l'indépendance et formeront, avec les Serbes leurs voisins, la base des États futurs de la Turquie d'Europe. »

— Lamartine, Voyage en Orient, 1835 (écrit à Plovdiv)

Adolphe Blanqui, qui voyagea en Bulgarie en 1841, donne un tableau saisissant des humiliations auxquelles les chrétiens étaient exposés :

« L'Europe qui porte avec raison un si vif intérêt à la cause des noirs, ne sait pas assez qu'il existe à ses portes, et l'on peut dire dans son sein, plus de sept millions d'hommes chrétiens comme nous qui sont traités de chiens en leur qualité de chrétiens, par un gouvernement auprès duquel toutes les puissances chrétiennes ont des ambassadeurs accrédités! L'Europe ne sait pas assez qu'à l'heure qu'il est, il n'y a pas en Turquie une seule femme chrétienne dont l'honneur ne soit à la merci du premier musulman auquel elle aura le malheur de plaire! L'Europe ne sait pas que les Turcs entrent quand bon leur semble dans la maison d'un chrétien, et y prennent tout ce qui leur convient ; que la plainte est plus dangereuse que la résistance et que les plus simples garanties accordées aux derniers des hommes dans les pays les plus arriérés, seraient des saveurs immenses pour les habitants de la Bulgarie. »

— Adolphe Blanqui, Voyage en Bulgarie pendant l'année 1841, 1843
En 1859, Dora d'Istria écrit dans Les femmes en Orient :

« La patience que je viens de signaler chez les Bulgares les expose à des avaries de toute espèce. Indépendamment de l'impôt personnel, ils sont soumis au tchibouk [impôt sur les bestiaux] pour les moutons, au salian [taxe], à la dîme des récoltes, bestiaux et volailles exigée par les spahis, aux réquisitions en nature, aux corvées, aux logements forcés pour les troupes de passage, etc. Encore le Bulgare serait-il trop heureux si ces troupes indisciplinées se contentaient de le ruiner. Malheureusement si une femme, si une jeune fille est rencontrée par les bandes mahométanes, elle est exposée aux plus sanglants outrages... Les Turcs de bonne famille enlèvent en plein jour les filles des Bulgares pour éviter d'acheter des esclaves. Combien de fois n'a-t-on pas vu un père ou une mère massacré, en essayant de défendre son enfant ? »

— Dora d'Istria, Les femmes en Orient, 1859
Louis Léger, qui visita la Bulgarie vers 1880, fait état d'un territoire sous-développé, laissé à l'abandon :

« Dans les régions que j'ai parcourues —sauf de Klisoura à Petrov Han,— la barbarie turque a fait table rase. Elle n'a laissé derrière elle ni un chêne ni un pommier. La plus grande partie du sol reste inculte ; bien exploitée, la Bulgarie pourrait nourrir une population double de ce qu'elle possède aujourd'hui. »

— Louis Léger, La Save, le Danube et le Balkan: voyage chez les Slovènes, les Croates, les Serbes et les Bulgares, 1889

## La renaissance bulgare
Vers la deuxième moitié du XVIIIe siècle, avec le développement de l'économie et le commerce et le déclin de la force militaire turco-ottomane, une nouvelle génération de Bulgares surgit. Les plus éminents personnages de cette véritable Renaissance tardive "à la bulgare" sont le moine Païssii, Petar Beron, Kolyo Ficheto (le plus grand architecte de l'époque), Gueorgui Rakovski, le poète Hristo Botev (tué en 1876), Georgi Benkovski, Liuben Karavelov et Stefan Stambolov. Isolés dans leurs montagnes, les monastères deviennent de vrais foyers de résistance contre les Ottomans. De nombreux nationalistes y trouveront refuge. Parmi eux, le plus célèbre des héros révolutionnaires, Vassil Levski, sera pendu à Sofia. D'autres tels le diplomate et journaliste Aleksandăr Eksarh tentent une voie pacifique vers l'indépendance, par une politique d'influence en direction de la Sublime Porte et des grandes puissances. Une importante presse bulgare se développe dans les milieux de l'émigration, notamment à Bucarest et Constantinople (Carigradski vestnik, Le Courrier d'Orient), qui réclame principalement une église bulgare indépendante du patriarcat de Constantinople.

## Les révoltes auXIXesiècleet la guerre de libération russo-turque de 1877-1878
La grande révolte éclatera en avril 1876. Vouée à l'échec malgré plus de 30 000 morts, elle provoqua une réaction très vive dans toute l'Europe et jusqu'aux États-Unis. 

« On massacre un peuple. Où ? En Europe. Ce fait a-t-il des témoins ? Rien qu'un témoin, le monde entier. Les gouvernements l'aperçoivent-ils ? Non ! Aura-t-il une fin, le martyre de ce peuple héroïque ? Il est grand temps que la civilisation l'interdise »

— Victor Hugo devant le Parlement français en août 1876
En 1877-1878, la Russie et la Roumanie mènent à bien une nouvelle guerre contre les Turcs qui se terminera par la libération de la Bulgarie. Le Traité de San Stefano en 1878 crée la Grande Bulgarie du Danube à la mer Égée et assure à la Russie la mainmise sur les détroits du Bosphore et des Dardanelles.